# El mariscal del infierno
 El mariscal del infierno es una película coproducida entre España y Argentina, que en este último país iba a llamarse Los poseídos de Satán, dirigida por León Klimovsky según el guion de Paul Naschy, que tuvo como protagonistas a Paul Naschy, Norma Sebré, Guillermo Bredeston y Mariano Vidal Molina.
El filme está basado en la vida del mariscal francés Gilles de Rais (1404-1440), se estrenó en España en 1974 y fue prohibida el mismo año en Argentina por el censor Tato a causa de «sus muchas escenas de sangre».

## Sinopsis y comentario
Ignacio Armada Manrique y Guzmán Urrero Peña comentaron sobre el filme:

Naschy había leído la biografía novelada que Huysmans hizo del tristemente célebre mariscal…y la historia lo había cautivado. Hizo un guion pero la censura no parecía muy dispuesta a aprobar un argumento sobre un asesino esquizofrénico y pederasta, por lo que el guion se fue suavizando. Y al final no tuvo nada que ver con el original. Es una película de aventuras entretenida, con un guion sencillo bien resuelto, y con un ritmo que dice mucho del Klimovsky de esa época.

## Reparto
- Paul Naschy...	Barón Gilles de Lancré
- Norma Sebré...	Georgelle
- Guillermo Bredeston...	Gastón de Malebranche
- Mariano Vidal Molina...	Sillé
- Graciela Nilson...	Graciela
- Eduardo Calvo...	Simón de Braqueville
- Fernando Rubio...	Estebano
- Luis Induni...	Paul
- José Luis Chinchilla...	Daniel
- Francisco Nieto
- Carmen Carro...	Bastiana
- Germán Kraus
- Javier de Rivera
- César De Barona
- Toni de Mosul
- Emilio Mellado
- Luis González Páramo
- Simón Arriaga
- Sandra Mozarowsky...	Chica sacrificada
- Juan Madrigal
- Fernando Villena
- Ana Farra
- Adela Vázquez
- Joaquín Solís
- Antonio Orengo
- María de los Ángeles Muñoz
- Jeannette Aristensen
- Jaime Moreno
- María Giani